# Les Gracques
Les Gracques est une pièce de théâtre inachevée de Jean Giraudoux publiée après la mort de son auteur en 1958. Elle a pour thème les deux hommes politiques de la Rome antique surnommés les Gracques au IIe siècle av. J.-C.

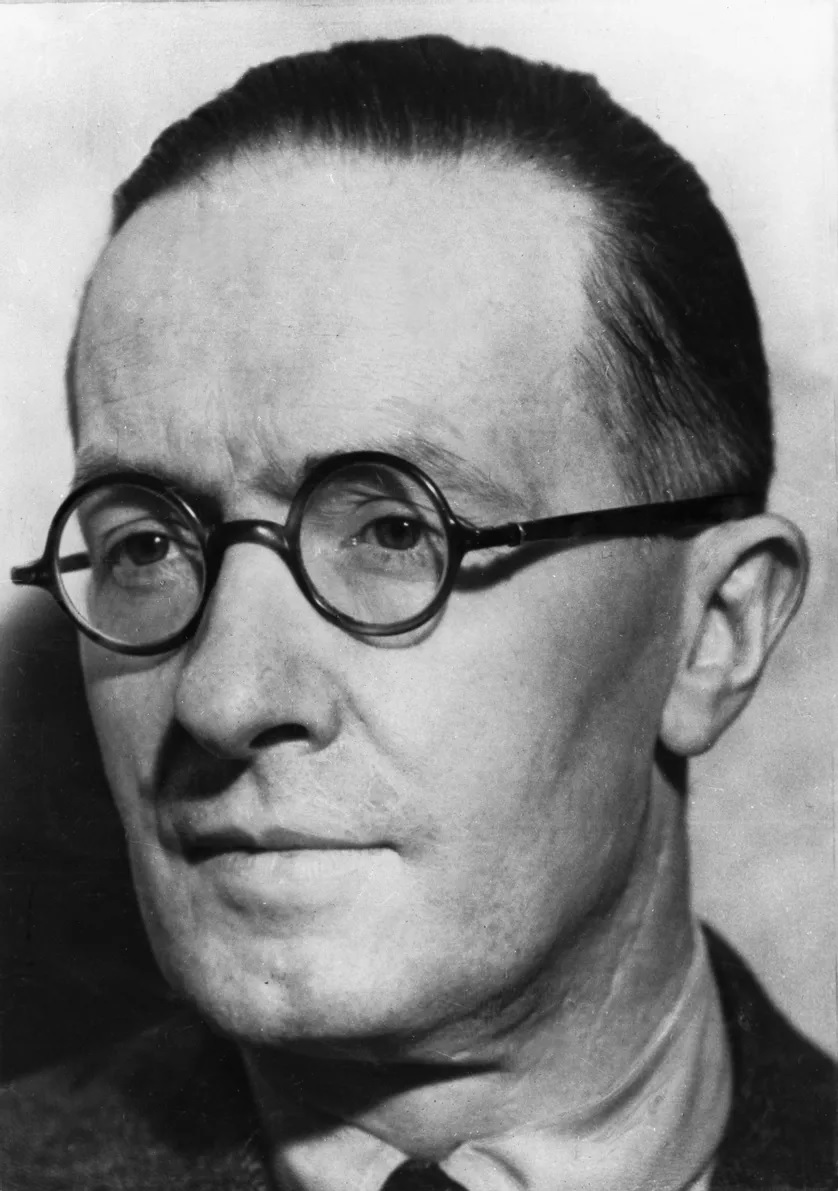
Jean Giraudoux, auteur de la pièce

## Historique
Cette pièce de théâtre a été publiée de manière posthume en 1958 aux éditions Grasset de manière conjointe au roman La Menteuse.